# Ypsolopha barberella
Ypsolopha barberella là một loài bướm đêm thuộc họ Ypsolophidae. Nó được tìm thấy ở Hoa Kỳ, bao gồm Arizona, Nevada và Utah.
Sải cánh dài 19–24 mm.